# Patrik Schick
Patrik Schick (født 24. januar 1996) er en tjekkisk professionel fodboldspiller, som spiller som angriber for Bundesliga-klubben Bayer Leverkusen og Tjekkiets landshold.